# Kinegramm (Bewegungsanalyse)
In der Hochgeschwindigkeitsfotografie und der Sportwissenschaft werden mit einem Kinegramm Filmsequenzen zur Analyse von Bewegungsabläufen bezeichnet.
Mit einer oder mehreren digitalen Kameras werden die Bewegungsabläufe gefilmt. Die räumliche Änderung einer oder mehrerer markanter Punkte des Objektes oder Körpers werden dabei beobachtet.